# Batalla de València (1808)
La batalla de València de 1808 va ser un episodi militar de la Guerra del Francès.

## Antecedents
Amb gran part d'Espanya en rebel·lió oberta, Napoleó Bonaparte va establir el comandament a Baiona per reorganitzar les seves forces i corregir la situació, creient que un desplegament ràpid de les forces acovardiria els insurgents i consolidaria ràpidament el seu control d'Espanya, i va enviar una sèrie de columnes que volien escanyar a la rebel·lió prenent i pacificant les principals ciutats d'Espanya: Des de Madrid Jean Baptiste Bessières va dirigir-se a Castella la Vella amb 25.000 homes i va enviar un destacament a Aragó, amb l'objectiu de capturar Santander i Saragossa; Jeannot de Moncey va marxar cap a València amb 9.000 homes i Guillaume Philibert Duhesme amb 12.710 tropes cap a Catalunya, posant setge a Girona. Finalment, Pierre-Antoine Dupont conduiria 13.000 homes al sud cap a Sevilla i el port de Cadis, que resguardava la flota de François Rosilly de la Royal Navy. Joseph Chabran del Cos d'Observació dels Pirineus Orientals del general Duhesmes amb 800 genets i quinze peces d'artilleria passant per Tarragona i s'havia d'establir a Tortosa, a la mateixa distància de València i Saragossa.
Murat va rebre l'ordre el 2 de juny, i el 3 va disposar la sortida per la ruta més ràpida, per les muntanyes cap a Conca (Castella - la Manxa) del Mariscal Moncey, amb la Divisió Musnier, la Brigada Wathier, i tres bateries d'artilleria, que sumaven 7.750 infants, 800 genets, 237 artillers i 16 canons, als que s'havia de sumar una brigada espanyola de 1.500 homes i 400 genets composta per un batalló de Guàrdia Espanyola, un batalló de guàrdia valona i un destacament de la Guàrdia de Corps, però els espanyols van desertar i no es van presentar
Els francesos es van veure davant duna revolta molt més àmplia contra la seva ocupació d'Espanya. La Junta Valenciana tenia una força de 7.000 efectius regulars i un nombre molt més gran de lleva i voluntaris amb els quals oposar-se als francesos. El comandant de la força espanyola, Felipe Augusto de Saint-Marcq, esperava que Moncey fes la ruta més fàcil i, per tant, deixés la muntanya gairebé sense definir. Moncey va poder escombrar petites forces espanyoles al riu Cabriol el 21 de juny i arribant al penya-segat de Cabrillas el 24 de juny.

## Batalla de Sant Onofre
Al Santuari de Sant Onofre, a ciutat disposava de tres batallons de tropes regulars, recolzats en 7.000 lleves valencianes i tres peces d'artilleria comandades per Josep Caro i Sureda, a quatre milles fora de la ciutat. Jeannot de Moncey es va veure obligat a passar la major part del 24 de juny lluitant contra aquesta força, obligant-la finalment a retirar-se a la ciutat, sense ser perseguits pels francesos.

## Batalla de València
València estava envoltada d'un fossat i muralles medievals, i no disposava de defenses actualitzades, però, la zona circumdant era molt plana i els espanyols van poder inundar-la, obligant Moncey a concentrar el seu atac en les portes al costat sud de la ciutat. Els 20.000 defensors, dels quals al voltant de 1.500 eren regulars i 6.500 lleves amb un mínim d'entrenament tenien artilleria ben ubicada per protegir les portes, que estaven protegides per barricades construïdes els dies anteriors.
El 28 de juny, Moncey va ordenar a dues brigades atacar la ciutat, una contra el Portal Nou i una contra la Porta de Quart. Els dos atacs van fallar, tot i que els francesos van arribar a les barricades. A continuació, Moncey va intentar utilitzar la seva artilleria de camp per bombardejar les defenses espanyoles, però els seus canons van ser silenciats pels canons espanyols dins de la ciutat. Moncey va ordenar llavors un segon assalt que també va ser derrotat, amb més baixes que el primer. Moncey no havia previst assaltar una ciutat ben defensada, de manera que la columna de Moncey no tenia prou homes ni canons de setge.

## Conseqüències
Després del fracàs del segon assalt, conscient que s'acostava l'exèrcit de Pedro González Llamas que havia esquivat creuant les muntanyes, Jeannot de Moncey va decidir abandonar l'expedició a València, i tornar cap a Madrid pel camí d'Almansa.
El fracàs de Moncey davant de València va ser el primer indici que els espanyols es demostrarien defensors molt decidits de posicions fortificades. Aviat va ser eclipsat per la desastrosa derrota francesa a la batalla de Bailén el 19 de juliol, que va veure derrotat un exèrcit francès del general Dupont en una batalla oberta, però va tenir un paper tan important com per acabar amb qualsevol possibilitat d'una ràpida victòria francesa a Espanya. El general Salinas va marxar amb una divisió cap a Catalunya, ocupant Tortosa en juliol, reunint-se amb l'exèrcit d'Aragó el mes d'agost, mentre que Felipe Augusto de Saint-Marcq amb cinc-mil homes va dirigir-se directament al socors de Saragossa, i González Llamas va anar a Madrid, que els francesos havien abandonat.